# Codru

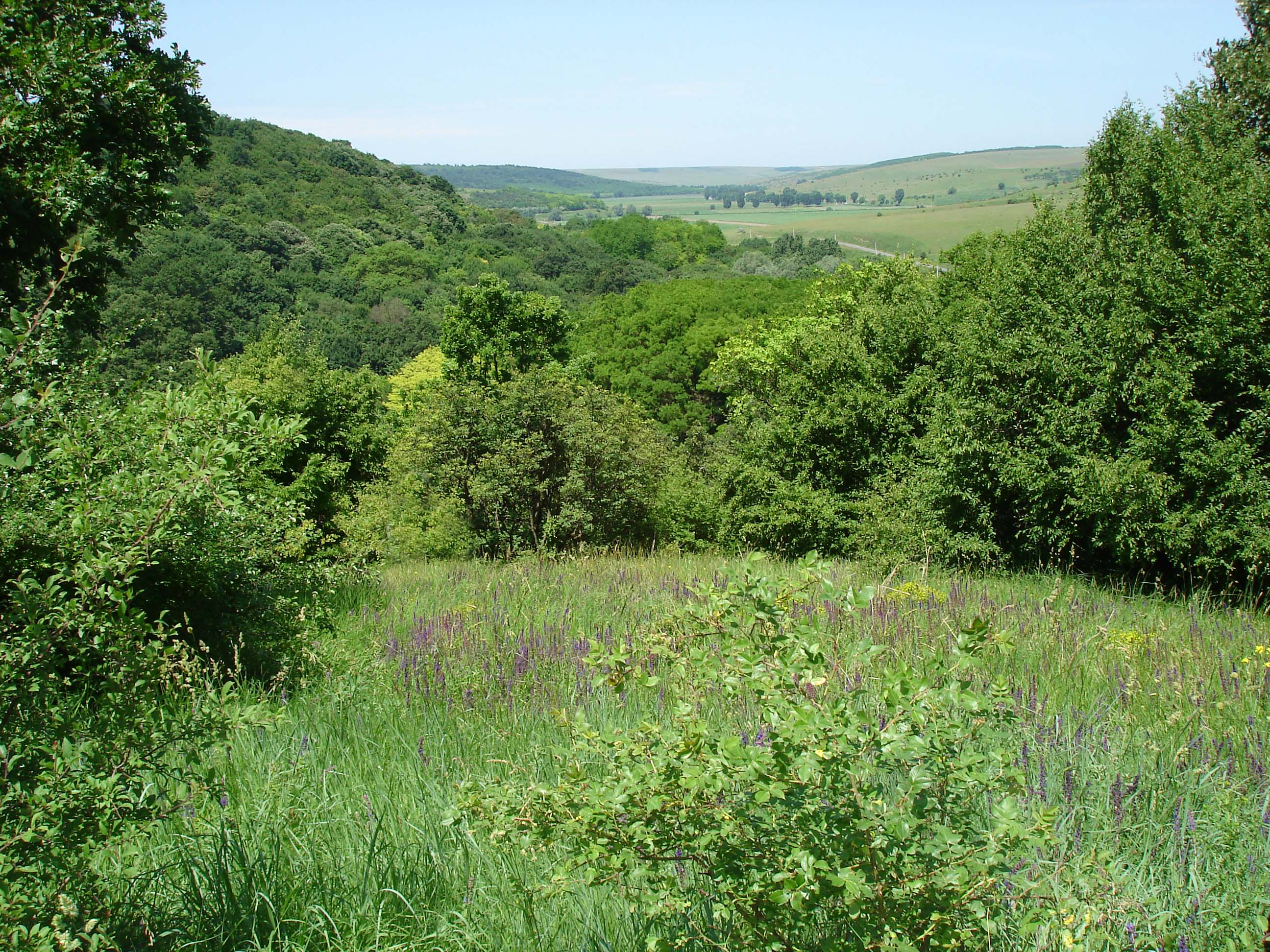
Biocénoses végétales en marge du Codru.

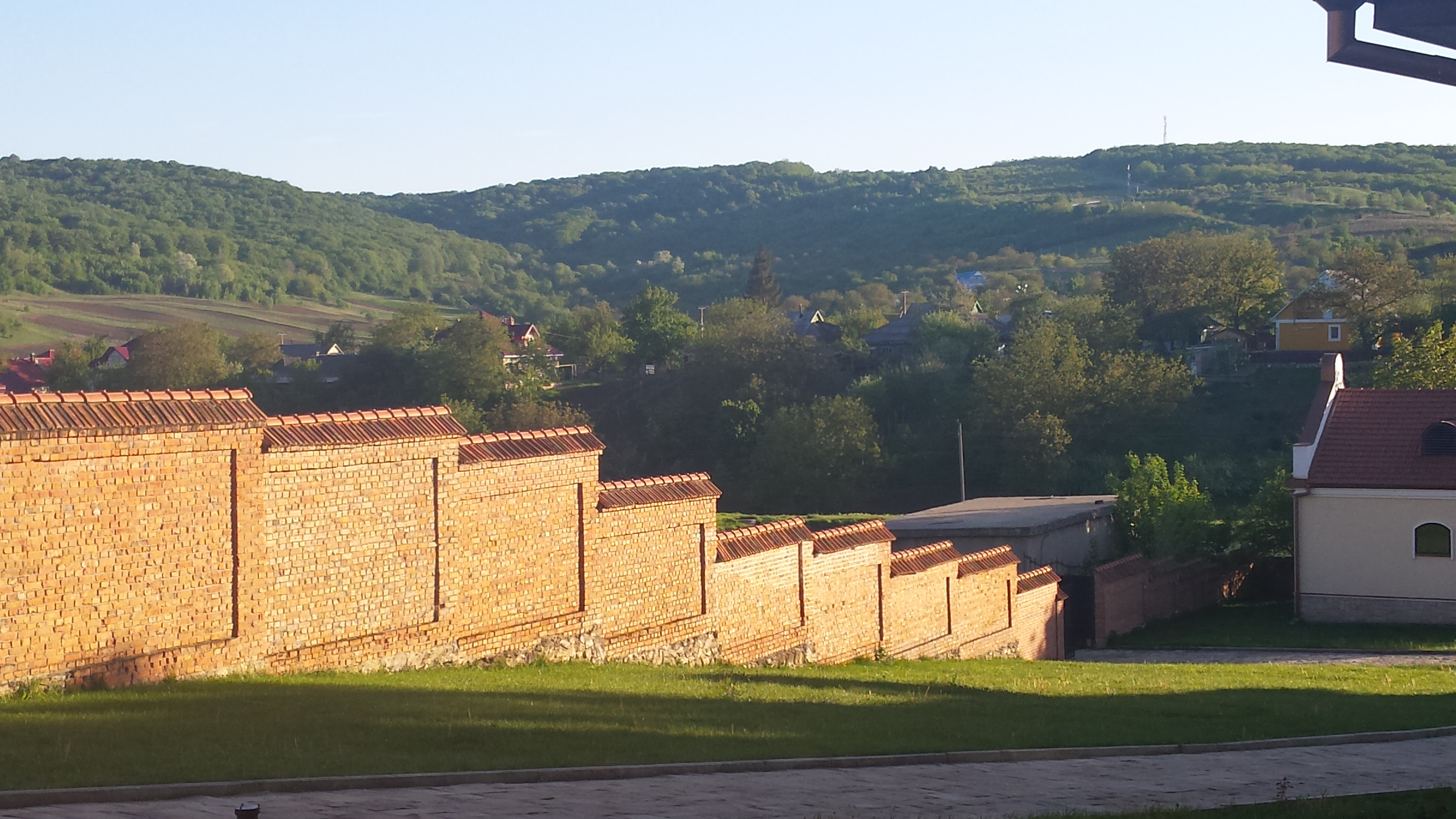
La forêt primaire du Codru vue du monastère de Căpriana.

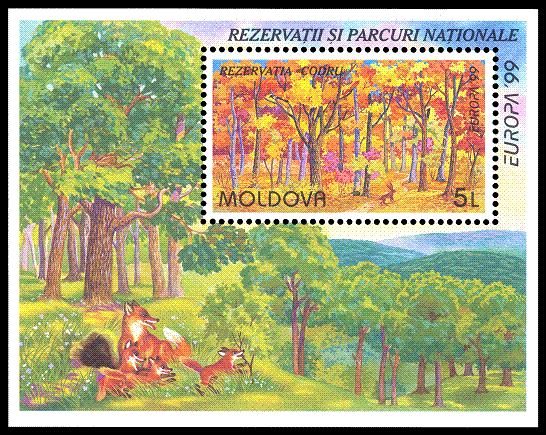
La réserve scientifique du Codru évoquée sur un timbre moldave de 1999.

La région du Codru est une « réserve naturelle scientifique » située en république de Moldavie, au centre de ce pays et dans la zone la plus élevée en altitude du pays.
Elle abrite plus de 1000 espèces végétales, 43 espèces de mammifères, 145 d'oiseaux, 7 de reptiles, 10 d'amphibiens et plus de 10 000 d'insectes. La forêt primaire, qui occupe 40 % de la réserve, est principalement composée de chênes pédonculés, certains multicentenaires, d'ormes et de hêtres.
L'altitude est de 200 à 432 m (collines de Bălănești). Autour de la réserve, gérée selon la loi n° 1538-13 du 25 juin 1998 concernant les aires naturelles protégées, s'étend sur environ 5 000 km2 la région historique du Codru, plateau vallonné d'une altitude moyenne de 220m, partagé entre les arrondissements de Strășeni, Hîncești, Călărași, Orhei, Nisporeni, Ungheni, Cimișlia, Telenești et Ialoveni. 

## Nom
« Codru » vient du latin Quadratus (parcelle) et signifie en roumain « forêt épaisse, profonde ».

## Histoire
Lors des grandes invasions qui ont suivi la chute de l'Empire romain, le Codru a servi de refuge aux populations sédentaires latinisées, et c'est pourquoi les Moldaves le considèrent comme leur berceau. La forteresse rurale de Hansca y représente la culture post-romaine de Dridu. Des aurochs vivaient dans le Codru : une tête d'aurochs d'or sur fond de gueules (rouge) figure sur l'écu de la Principauté de Moldavie qui y établit la forteresse de Lăpușna au XIVe siècle. Lors des invasions des Tatars, des Ottomans et des Russes, le Codru a continué à servir de refuge aux populations moldaves, et de nombreux Haïdouks (Robin des Bois locaux) y ont laissé leur empreinte, que décrit le film Les Trouvères (Lăutarii) d'Emil Loteanu.
Dans les années 1930, le naturaliste roumain Grigore Antipa, lui-même Moldave d'origine, créa une réserve écologique que l'URSS organisa en 1971 sous forme de réserve naturelle scientifique dont la république de Moldavie a hérité, jusqu'en 2000, sans les moyens financiers nécessaires pour en faire davantage qu'une simple tache verte sur les cartes touristiques[non neutre]. Depuis 2001, le réseau des corridors biologiques reçoit de nouveaux moyens pour coordonner la politique de protection de l'environnement en république de Moldavie, dans une vision géonomique globale à l'échelon national et européen (réseau écologique national, et réseau écologique paneuropéen).